# Charles d'Artois (1328-1385)
Charles d'Artois, comte de Longueville et de Pézenas, (1328-1385), est un noble français, dernier fils de Robert III d'Artois et de Jeanne de Valois.

## Biographie
Charles d’Artois fut emprisonné au Château-Gaillard en 1334 avec ses frères, par leur oncle le roi Philippe VI. Délivré à l'accession au trône du roi Jean II (1350), il l'assista dans la guerre contre les Anglais, le suivit au siège de Saint-Jean-d'Angély en août 1351, fut membre de son conseil. Il est armé chevalier le même jour que son cousin Philippe de Navarre-Evreux, comte de Longueville. Parmi les « seigneurs du sang de France », il jura le traité de Valognes en 1355. Le comté de Longueville, confisqué à Philippe de Navarre, lui fut donné à l'occasion de son mariage (1356). Il participa aux prises d'Évreux et de Breteuil en 1356 contre le roi de Navarre Charles II le Mauvais (Charles d'Evreux), frère aîné de Philippe. Il combattit à Poitiers auprès du roi, il est fait prisonnier et emmené à Londres à l'Hôtel de Savoie où il resta quatre ans. Par le traité de Brétigny (1360), il devint prisonnier du roi. Le roi lui reprit le comté de Longueville le 24 octobre 1360 et en compensation il érigea en sa faveur la ville, château et châtellerie de Pézenas en comté (août 1362). Comme il espérait entrer en possession du comté d'Artois, il rejoignit en 1367 les compagnies du prince de Galles, voulant faire la guerre au comte de Flandre pour lui reprendre l'Artois et le comté de Bourgogne, héritages de Mahaut d'Artois. Ayant pris le parti des Anglais, ses biens furent confisqués par le roi Charles V.
En 1375, il se réconcilia avec le roi mais il recommença l'agitation et le duc d'Anjou l'arrêta à Agde en 1375.
Après la mort de Charles V (1380), il assista comme membre de la maison de France à la séance solennelle du parlement qui prit la résolution de procéder au sacre de Charles VI. En septembre 1381, il fut donné comme otage au duc de Bretagne venu prêter l'hommage.
Charles d’Artois épouse en 1356 Jeanne, dame de Baussay en Loudunais (à Mouterre-Silly) et de Champigny-sur-Veude, dont il a Louis d'Artois (mort jeune) et un autre fils d'Artois.